# Dhruva

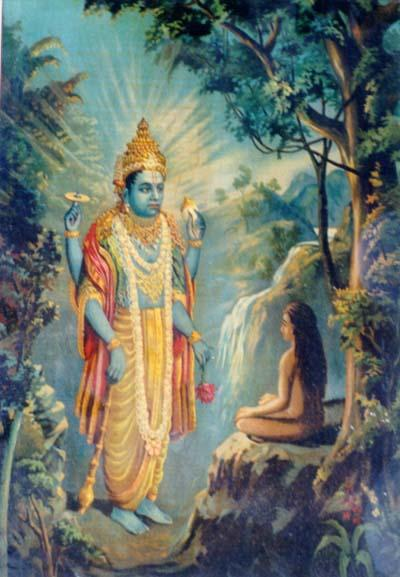
Vishnu erscheint vor Dhruva

Dhruva (Sanskrit ध्रुव dhruva m. „Feststehender“) ist im Hinduismus ein mythischer Asket und inniger Verehrer des Gottes Vishnu. Er wurde als Polarstern (damals β UMi) verstirnt und gehört zu den Vasus.

## Mythos
Dhruva ist der Sohn von Uttanapada, einem Sohn von Manu Svayambhu, und von Suniti. Suruchi – die andere Frau von Uttanapada – war die Mutter von Uttama. Suruchi behandelte Dhruva schlecht, denn sie wollte, dass nur ihr Sohn König werde. Doch Dhruva wollte ohnehin nur das, was er aus eigener Kraft erlangen könne, und ging zu Weisen in die Schule, von denen er das Dvadashaksharamantra erhielt. Nachdem er 3000 Jahre in Askese mit diesem Mantra über Vishnu meditiert hatte, wurde er von diesem als Polarstern an den Himmel versetzt als Zeichen seiner Festigkeit und Beständigkeit im Glauben.